# Флорес, Эйприл
Эйприл Флорес (англ. April Flores, род. 30 апреля 1976 года, Лос-Анджелес, штат Калифорния, США), также известна как Fatty Delicious или Fatty D — американская порноактриса и режиссёр, писатель, фотограф, визажист и модель.

## Ранняя жизнь
Флорес утверждает, что происходит из строгой религиозной семьи. Она эквадорка со стороны отца и мексиканка со стороны матери, и называет себя «мексидорианцем». Когда Флорес была ребёнком, она сказала, что хочет быть пластическим хирургом просто потому, что они получают много денег. Флорес боролась с проблемами веса с детства, и думала, что будет счастливее, если бы она была худой. Однако, она отказалась от идеи после потери веса в колледже, а затем заключила, что жизнь была «той же самой» независимо от её размера тела.

## Личная жизнь
Была замужем за Карлосом Бэтте в течение 10 лет, с 2003 до 22 октября 2013 года, когда он скончался.

## Премии и номинации
| Год  | Церемония                       | Номинация                  | Работа | Результат |
| ---- | ------------------------------- | -------------------------- | ------ | --------- |
| 2010 | FPA (Феминистская премия порно) | Heartthrob of the Year     | н/д    | Победа    |
| 2011 | AVN                             | Crossover Star of the Year | н/д    | Номинация |
| 2012 | BBW FanFest                     | Creative BBW of the Year   | н/д    | Победа    |
| 2013 | BBW FanFest                     | Hall of Fame               | н/д    | Победа    |
| 2014 | AVN                             | BBW-актриса года           | н/д    | Победа    |
| 2015 | AVN                             | BBW-актриса года           | н/д    | Победа    |
| 2015 | NightMoves                      | Best BBW Performer         | н/д    | Победа    |
| 2016 | AVN                             | BBW Performer of the Year  | н/д    | Номинация |